# Hydrophorus rufinasutus
Hydrophorus rufinasutus är en tvåvingeart som beskrevs av Octave Parent 1925. Hydrophorus rufinasutus ingår i släktet Hydrophorus och familjen styltflugor. Inga underarter finns listade i Catalogue of Life.